# Linda Martín Alcoff
Linda Martín Alcoff (* 25. Juli 1955) ist Professorin für Philosophie am Hunter College und dem Graduate Center der City University of New York. Ihre Schwerpunkte sind u. a. Epistemologie, Critical Race Theory und feministische Theorie.

## Leben und Laufbahn
Alcoff kam im Kindesalter mit ihrer Familie aus Panama in die Vereinigten Staaten und wuchs in Florida auf. Ihr Vater stammte aus Panama, ihre Mutter aus einer ärmeren irischstämmigen Familie. Sie studierte an der Georgia State University und promovierte 1987 an der Brown University. Von 1999 bis 2009 war sie Professorin für Philosophie an der Syracuse University, seit 2009 lehrt sie am Hunter College. Für ihr Buch Visible Identities wurde sie 2009 mit dem Frantz Fanon Preis der Caribbean Philosophical Association ausgezeichnet. Von 2010 bis 2013 war sie Mitherausgeberin der Zeitschrift Hypatia und von 2012 bis 2013 Präsidentin der Eastern Division der American Philosophical Association. Alcoff lebt in Brooklyn. 2022 hielt sie am Institut für Sozialforschung die Adorno-Vorlesungen zum Thema Race, Culture, History.
2023 wurde Alcoff in die American Academy of Arts and Sciences gewählt.
In ihren Arbeiten beschäftigt sich Alcoff mit Foucault und Dussel, sozialen Identitäten, race, Epistemologie, sexueller Gewalt und Politik.

## Publikationen (Auswahl)
- The Problem of Speaking for Others, in: Cultural Critique Nr. 20 (Winter 1991–1992), S. 5–32.
  - Dt.: Das Problem, für andere zu sprechen. Verlag Philipp Reclam jun., Ditzingen 2023, ISBN 978-3-15-014356-8.
- Real Knowing: New Versions of the Coherence Theory. Cornell University Press, Ithaca (New York) 1996, ISBN                                                                      9780801430473
- Visible Identities: Race, Gender and the Self. Oxford University Press, New York 2006, ISBN 9780195137354
- The Future of Whiteness. Polity Press, Cambridge, Malden (Maine) 2015, ISBN 978-0-745-68548-9
- Rape and Resistance. Polity Press, Cambridge, Malden (Maine) 2018, ISBN 9780745691916